# Fakakai
Fakakai es la capital del distrito de Ha'ano, en Tonga. Tiene una población de 128 habitantes en 2021.